# Notodytes major
Notodytes major är en tvåvingeart som beskrevs av Aldrich 1934. Notodytes major ingår i släktet Notodytes och familjen parasitflugor. Inga underarter finns listade i Catalogue of Life.